# جيف هورتون
جيف هورتون (بالإنجليزية: Jeff Horton)‏ هو مدرب رياضي أمريكي، ولد في 13 يوليو 1957 في أرلينغتون في الولايات المتحدة.